# كريس هيغينز (لاعب هوكي الجليد)
كريس هيغينز (بالإنجليزية: Christopher Higgins)‏ هو لاعب هوكي الجليد أمريكي، ولد في 2 يونيو 1983 في سميثتاون في الولايات المتحدة.

## وصلات خارجية
- كريس هيغينز على موقع دوري الهوكي الوطني (الإنجليزية)
- كريس هيغينز على موقع قاعة مشاهير الهوكي (لاعب أن.إتش.أل) (الإنجليزية)
- كريس هيغينز على موقع EliteProspects.com (الإنجليزية)
- كريس هيغينز على موقع HockeyDB.com (الإنجليزية)
- كريس هيغينز على موقع Hockey-Reference.com (الإنجليزية)